# Tocoyena speciosa
Tocoyena speciosa là một loài thực vật có hoa trong họ Thiến thảo. Loài này được Rich. miêu tả khoa học đầu tiên năm 1792.